# أوتيس غريفين
أوتيس غريفين (بالإنجليزية: Otis Griffin)‏ (22 أغسطس 1977 - ) هو ملاكم أمريكي.

## روابط خارجية
- أوتيس غريفين على موقع بوكس ريك (الإنجليزية) (registration required)